# Xian de Songpan
Le xian de Songpan (chinois : 松潘县 ; pinyin : sōngpān xiàn), appelé jusqu'en 1378, Sōngzhōu (松州, sōngzhōu), translittéré en tibétain par Sungqu (tibétain : ཟུང་ཆུ་, Wylie : Zung chu, pinyin tibétain : Sungqu) est un district administratif de la province du Sichuan en Chine, créé en 1914. Il est placé sous la juridiction de la préfecture autonome tibétaine et qiang d'Aba.

## Démographie
La population du district était de 66 358 habitants en 1999.
La population est constituée de Tibétains, Hans, Qiang et Hui.

## Histoire

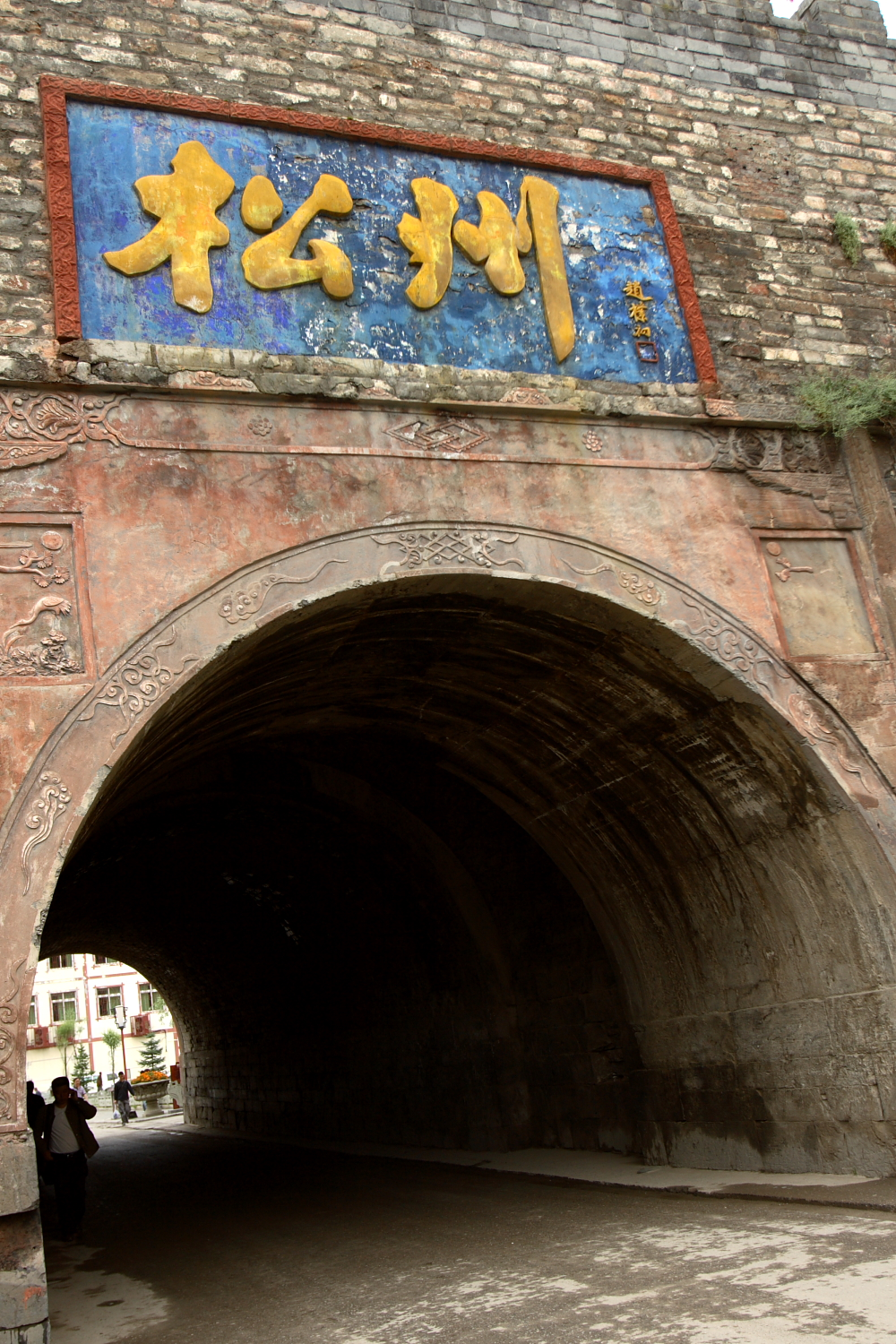
Porte de la muraille de Songzhou (松州门)，qui séparait autrefois, l'Empire du Tibet et l'Empire chinois

La ville fut construite sous la Dynastie Tang, puis reconstruite sous la Dynastie Ming.
Autrefois place forte, une muraille y protégeait la Chine des envahisseurs tibétains. Afin d'apaiser les désirs de conquêtes du roi tibétain, Songtsen Gampo (617 — 649), désirant conquérir le territoire des Qiangs, l'Empereur de Chine, Tang Taizong (598 — 649), lui offrit en mariage la Princesse Wencheng, en signe de paix, à cet endroit en 641. C'est celle-ci, ainsi qu'une autre de ses épouses, la princesse Bhrikuti du Népal en 633, qui amenèrent le bouddhisme dans l'Empire du Tibet, pratiquant jusqu'alors le chamanisme Bön.
En août 1935, l'armée populaire de libération, guidée par Mao Zedong et Zhou Enlai, y traversèrent les marécages de Zoigê, qui sont les plus hauts marais du monde, afin d'avancer vers le Nord-Ouest. L'opium et l'usure sont abolis, et les terres redistribuées.

### Divisions administratives et noms
La 11e année du règne de Ming Hongwu (1328 — 1398), fondateur de la dynastie Ming, en 1378, il y avait deux gardes. La garde de Songzhou (松州卫, sōngzhōu wèi) et la garde de Panzhou (潘州卫, pānzhōu wèi), elles sont alors fusionnées dans la garde de Songpan (松潘卫, sōngpān wèi).
Sous le règne de Qing Yongzheng (1723 — 1735) de la dynastie Qing, en 1731, on parlait du département de Songpan 松潘厅, sōngpān tīng.
C'est à l'époque de la République de Chine en Chine continentale (1912 — 1949), en 1914, que ce lieu est devenu le Xian de Songpan.

## Géographie
Le Xian de Songpan est une porte d'accès à la vallée de Jiuzhaigou, en passant par un col situé à la source d'un fleuve.
- Le mont Xuebaoding (雪宝顶, xuěbǎo dǐng dont le sommet s'élève à 5 588 mètres d'altitude.
- Le marécages de Zoigê (尔盖湿地, ruòěrgài shīdì) à environ 3 600 mètres d'altitude est le marais le plus élevé de la planète.

## Monuments
- Muraille de Songzhou
- Statue représentant Songtsen Gampo et la Princesse Wencheng
- Mosquée de Songpan.
- Mosquée de Yousuotun (chinois : 佑所屯清真寺), situé à 4 km du centre ville[4]
- Marres de Huanglong (黄龙池 / 黃龍池, huánglóng chí), au sein de la Région d'intérêt panoramique et historique de Huanglong (chinois : 黄龙风景名胜区, autrefois aire panoramique de Huanglong-Se'ercuo, chinois : 黄龙瑟尔磋景区域), protégée au niveau national et de l'UNESCO.

## Transports
La nationale 213 traverse le xian.
Songpan est desservi par l'aéroport de Jiuzhai Huanglong 九寨黃龍機場, 九寨黄龙, jiǔzhài huánglóng 机场 (code AITA=JZH), situé au Nord du Xian.

## Galerie

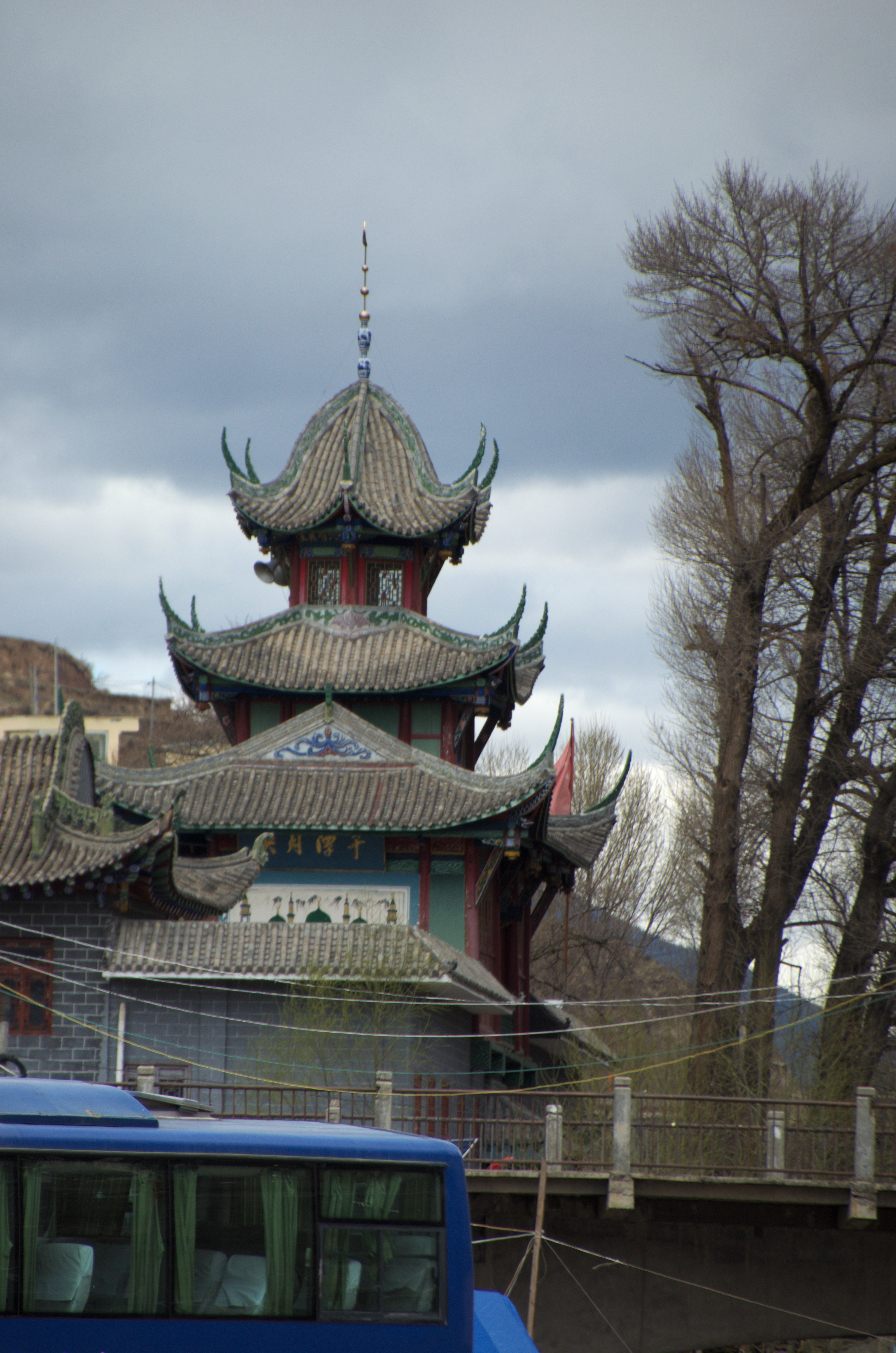
Mosquée de Songpan
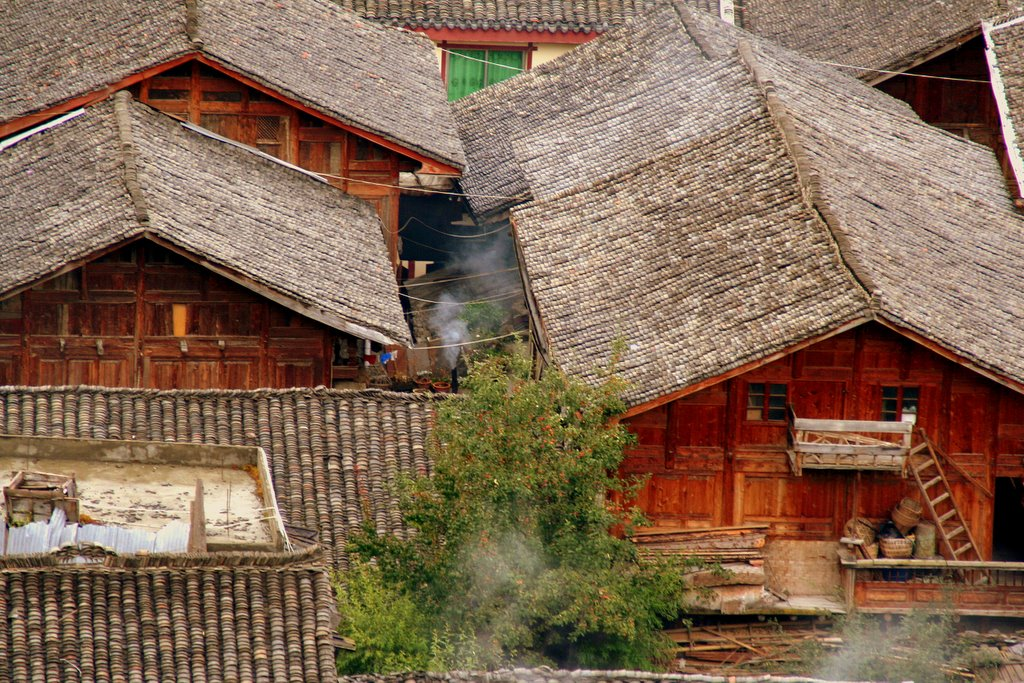
maisons de la ville
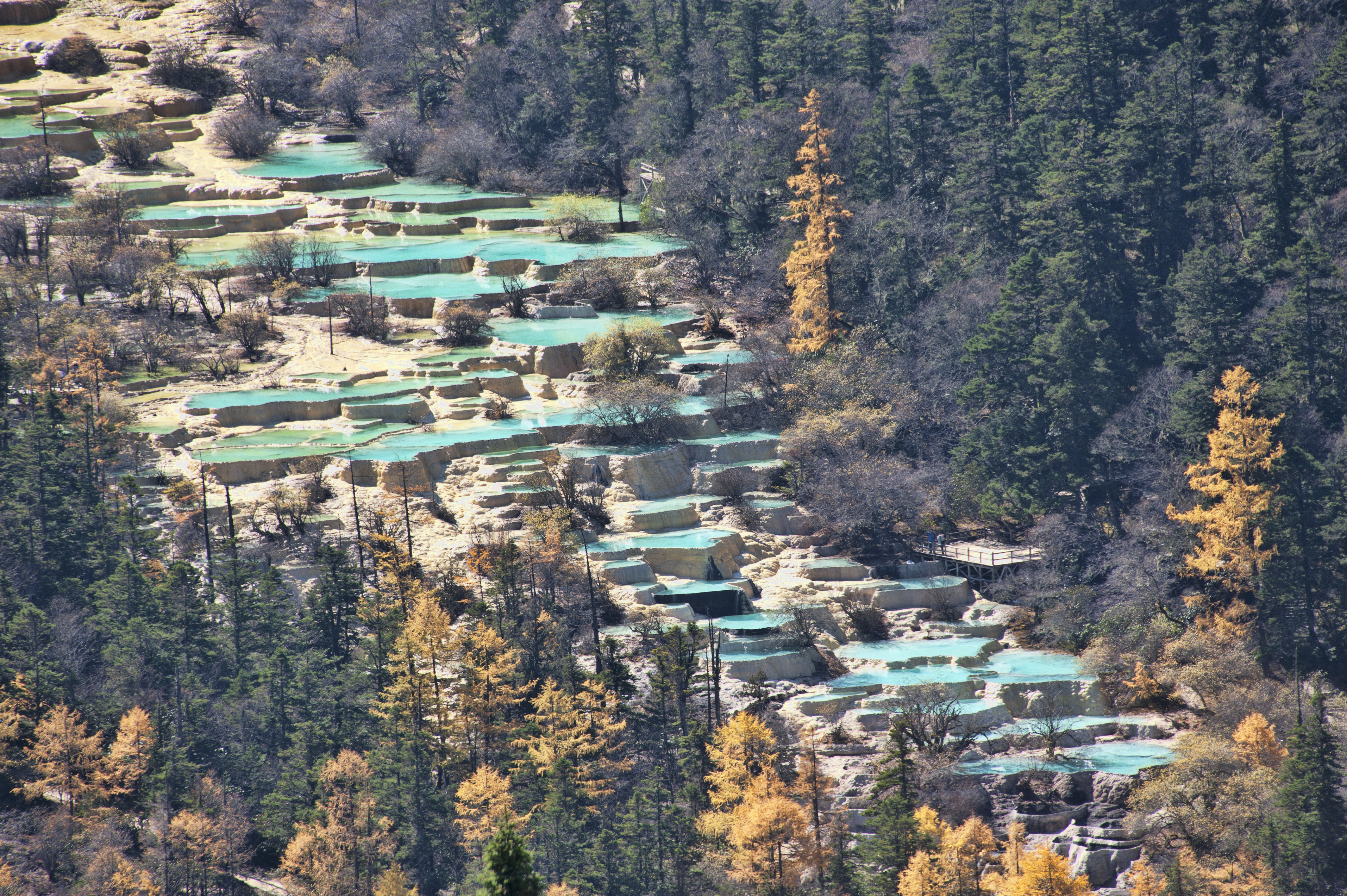
Marres de Huanglong
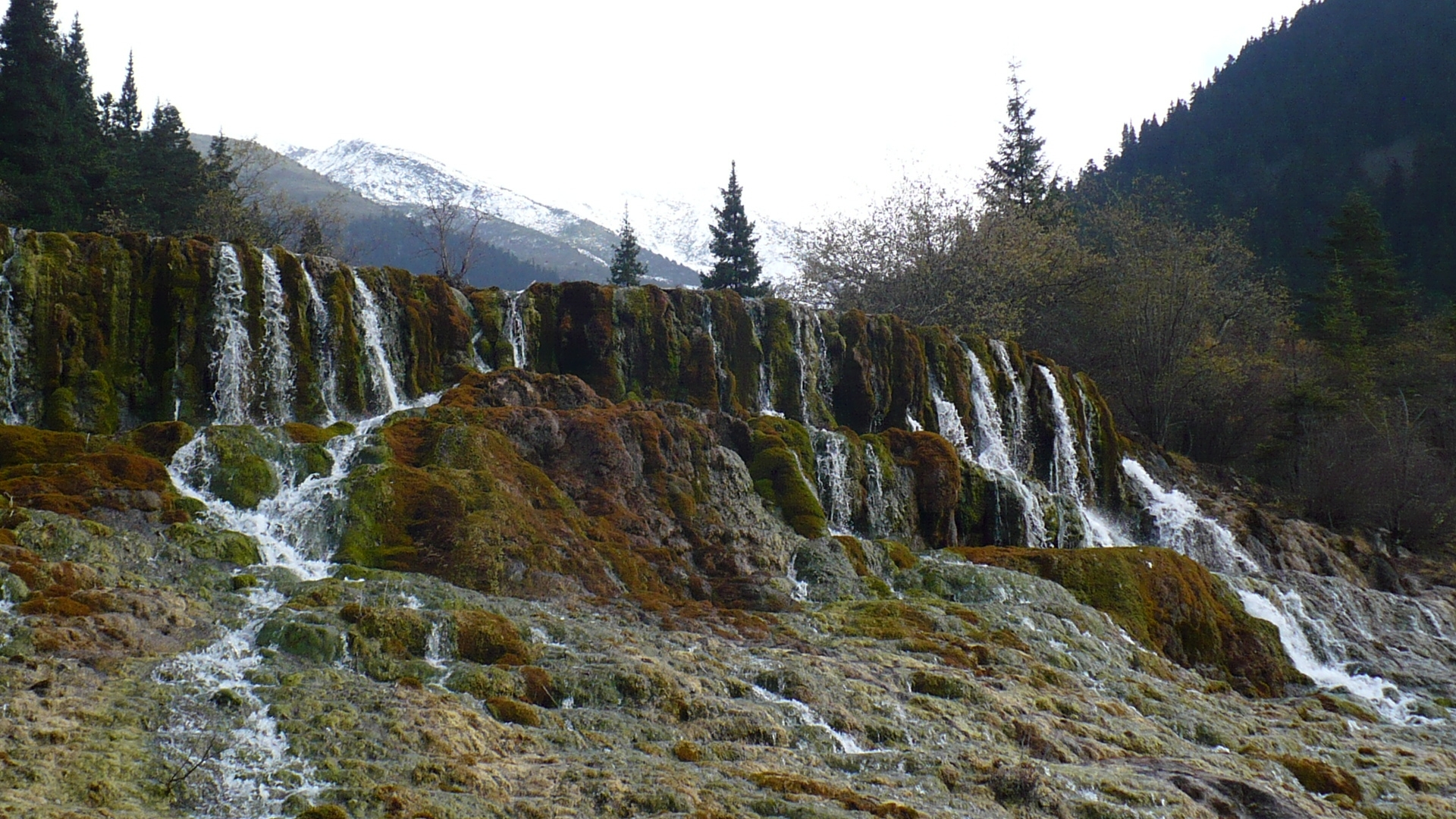
Chutes d'eau à Huanglong
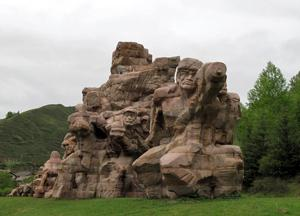
mémorial de la longue marche
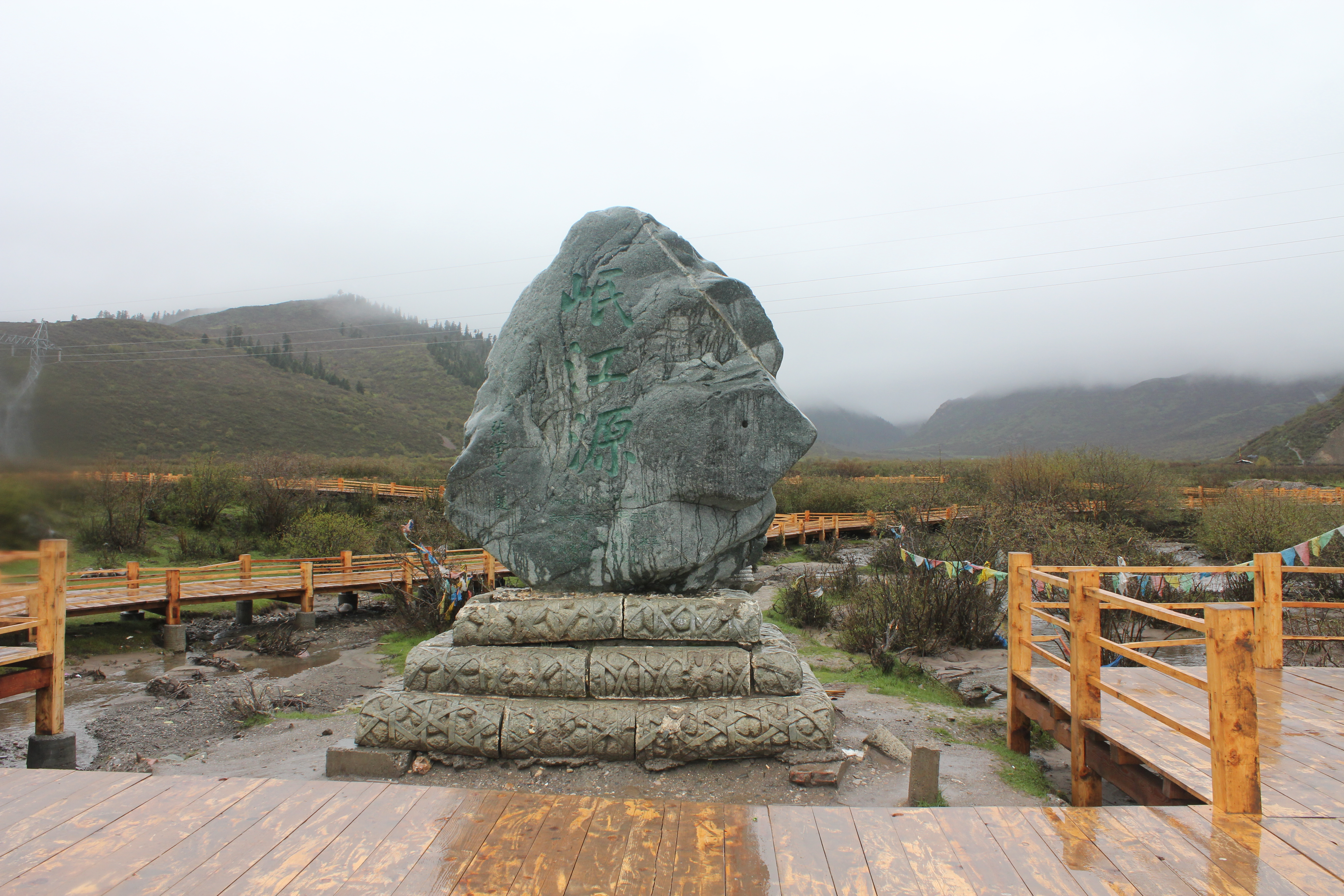
source de la fleuve Min coulant dans le Chang jiang